# 安布罗休斯·斯多布

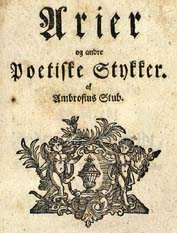
安布罗休斯·斯多布的咏叹调诗集封面，T·S·海伯格整理，1771年

安布罗休斯·克里斯托弗森·斯多布（丹麦语：Ambrosius Christoffersen Stub，1705年5月—1758年7月15日）是丹麦詩人。

## 早年
斯多布出生于菲英岛的加缪尔普，具体出生日期不详，于1705年5月17日在Verninge受洗礼。是一个裁缝的儿子，后来参加了欧登塞的拉丁学校，因为一个慷慨的贵族雇佣了他的父亲。1725年，他在哥本哈根大学学习神学。在哥本哈根，他开始对音乐和歌剧感兴趣。他受到了意大利和德国的巡演歌剧团的熏陶。此后的十年里，他担任几个贵族的秘书，也是一个诗人。1734年，他离开大学，在十年的大学生活中，他没有获得学位，也没有回家。

## 成就
他第一次写诗是在他二十三岁时，他的作品后来被收集，出版于1771年。但其中的一些诗的作者还是有争议。他的文学作品有各种主题，包括哲学、宗教、诗歌、玩乐、情诗以及应景诗。他的作品《deylig Rosen-Knop》（你美丽的玫瑰花蕾）被认为是美的象征。他的《Den kiedsom Winter gik sin Gang》（暗淡的冬天去他的方向）描写了一个欢快的诗人，表现了他的毅力和决心。他晚期的作品主要创作于里伯，他开始热衷于地狱和世界的道德滑坡等话题。

## 作品
- Ambrosius Stub: Arier og andre poetiske Stykker. Udg. af T.S. Heiberg, København 1771 [2nd ed. 1780]
- Ambrosius Stub: Digte. Udg. med indledning og noter af Erik Kroman [2 vols.], København 1972